# جون إيتشيموري
جون إيتشيموري (باليابانية: 一森 純) (2 يوليو 1991 في أوساكا في اليابان – )؛ هو لاعب كرة قدم ياباني سابق كان يلعب كحارس مرمى.

## وصلات خارجية
- جون إيتشيموري على موقع رابطة كرة القدم اليابانية للمحترفين (اليابانية)
- جون إيتشيموري على موقع قاعدة بيانات كرة القدم.إي يو (الإنجليزية)
- جون إيتشيموري على موقع Soccerway.com (الإنجليزية)
- جون إيتشيموري على موقع عالم كرة القدم.نت (الإنجليزية)